# Crocifisso delle Rosate
Il crocifisso delle Rosate è una scultura linea sita nella basilica di Sant'Alessandro a Bergamo.

## Storia e descrizione
Il crocifisso è conservato presso il duomo di Bergamo dal 1810, nella cappella a cui dà il nome detta del Crocifisso, cappella che è dedicata alla perpetua esposizione del Santissimo Sacramento. Il manufatto proveniva dalla chiesa di Santa Maria di Rosate, e ha una storia poco documentata e per questo avvolta nel mistero. Il Cristo posto sulla croce, ha lunghi  capelli neri d'origine umana, e il chiodo che lo lega alla croce è solo sulla mano destra, mentre la sinistra, che ne è sprovvista, è legata alla croce con un nastro, così come raccontano i fatti della tradizione.

### L'evento
Era la notte del 3 gennaio 1417, quando due ricchi mercanti di Albano Sant'Alessandro, si furono persi nei boschi nelle vicini a Bergamo, quando una luce e l'immagine della Vergine con il Bambino tra le braccia, comparvero nel cielo illuminando. I due mercanti riuscirono così a raggiungere le porte della città che però trovarono chiuse. Decisero di fermarsi per la notte in una torre abbandonata, ma qui ricomparve la visione della Vergine seduta su di un trono di rose e il Bambino con un mazzo di rose bianche tra le braccia. Nel medesimo luogo i due mercanti costruirono una chiesa dedicandola alla Vergine delle Rose. Questo luogo che era denominato Monticello o Monte Aureo della vicinia di Antescolis, venne da allora chiamato Rosate.
Il 14 maggio 1509, le truppe francesi entrarono in Bergamo. Le donne ne presenti nella città trovarono ospitalità nel convento delle monache clarisse, ma i francesi bloccarono con spranghe le porte e le finestre, così che nessuna potesse uscire, con l'intento di farle morire di fame. Le disgraziate vennero liberate grazie all'intercedere della Congregazione della Misericordia Maggiore che liberò le povere prigioniere. 
 Una notte, di cui non è documentata la data esatta, tra il 1519 e il 1520, qualcuno bussò tre volte alla porta interna del convento. Nessuno avrebbe potuto raggiungere questa porta se non gli fosse stata aperta quella principale. Impaurite le suore andando ad aprire, trovarono un crocifisso e nessuno che lo consegnasse, lo considerarono un dono divino. Iniziarono a venerarlo ponendolo nel 1677 in una teca di cristallo. La tradizione racconta versioni diverse di questo ritrovamento, ma al crocifisso vengono riconosciuti più di un miracolo. Si narra che una suora ingiustamente accusata di furto, mentre piangeva prostata di fronte al crocifisso, sentì la statua del Cristo rivolgerle questa domanda: Et ego, filia, quid feci?, e poi si sentì abbracciare da quella mano che si era staccata dalla croce. Da allora il braccio non venne più fissato, ma trattenuto solo con un nastro.
Tutti questi eventi non trovano corrispondenza se non nella tradizione.